# Паункюла
Паункюла (на естонски: Paunküla veehoidla) е втори по големина в Естония след граничния с Русия язовир Нарва.
Намира се в южната част на област Харю на горното течение на река Пирита. Създаден е през 1960-те години. Съединен е чрез канал с езерото Юлемисте.
Общата му площ е 447,2 ha. От тях 415,8 ha е площта на водната повърхност и 31,4 ha е площта на островите.
Язовирът е известен с многото си острови. Водите на язовира се използват за водоснабдяване на Талин. Той е любима дестинация за риболов, отдих и туризъм.